# Pierre-Adrien Pâris
Pierre-Adrien Pâris (Besanzón, 1745 — ibídem, 1819) fue un arquitecto, pintor y decorador francés. 

## Biografía
Hijo de un arquitecto y topógrafo oficial de la corte del príncipe-obispo de Basilea, Pierre-Adrien Pâris se trasladó a París para estudiar arquitectura en 1760 y fue alumno de Étienne-Louis Boullée y de Louis-François Trouard. Después de haber fracasado en tres intentos en el «Grand Prix de Rome», acabó por ir a la Villa Eterna en 1769 para acompañar al hijo de su profesor, del que había sido nombrado preceptor, y siguió la enseñanza de la «Académie de France» en Roma. Viajó por Italia, visitando principalmente las ruinas romanas de Pompeya, Paestum y Herculano, donde hizo numerosos dibujos. Regresó a Francia en 1774.
En 1775, Trouard le confió la decoración interior del Hôtel d'Aumont, que él había construido en la Plaza de la Concordia en París. En 1778, Luis XVI le nombró dibujante y arquitecto del Rey. Trabajó en numerosas decoraciones realizadas para la ocasión de acontecimientos oficiales, representaciones teatrales, funerarias y también hizo decorados para la Ópera de París.
Nombrado miembro de la «Académie royale» en 1780, realizó de 1784 a 1790, el magnífico ayuntamiento (Hôtel de ville) de Neuchâtel (Suiza). En 1785, edificó el Hôtel Depont des Granges en La Rochelle. A partir de 1787, para Bathilde d'Orléans, duquesa de Borbon, trabajó en el acondicionamiento interior del Palacio del Elíseo, haciendo casi desaparecer la decoración realizada por su maestro Boullée. Rediseñó también el parque, a la inglesa, y edificó el «hameau» llamado «de Chantilly». Reacondicionó los edificios y creó el jardín inglés de la Abadía de Gruchet-le-Valasse (Sena Marítimo). Realizó un gran proyecto de reconstrucción en estilo neoclásico del Château de Porrentruy.
Convertido en arquitecto-diseñador de los Menus Plaisirs, realizó los planos, con Luis XVI, para la reunión de los «Etats Généraux» en el «Hôtel des Menus Plaisirs», en el que fue taller de construcción de los decorados de ópera; fue designado por la Asamblea constituyente de 1789 para su reacondicionamiento en anfiteatro, tras su instalación en las Tuileries, con el mismo dispositivo de graderío, cortado en dos, frente a una tribuna. Su gran proximidad amistosa con el rey, y su apego a las corrientes más radicales de las «Lumières» le hicieron atravesar una grave crisis moral durante la Revolución francesa, en que declinó todas las responsabilidades que le fueron propuestas, y se retiró cerca de Havre, en Colmoulins.
En 1807, fue director interino de la «Académie de France» en Roma y allí dirigió las excavaciones del Coliseo. Realizó los planos de un monumento a Luis XVI en la Plaza de la Concordia que retomó la disposición elíptica donde habían sido declarados los derechos humanos, que él había inventado para la Assemblée Nationale aux Menus Plaisirs, y que Chateaubriand retomó por su cuenta sin mencionarlo como el autor.
Pâris empleó los dos últimos años de su vida en realizar el catálogo de su colección de pinturas y antigüedades, que legó a la ciudad de Besançon.